# Marius Pepino
Marius Pepino (n. 1925, Galați, România – d. 2 februarie 2009, București, România) a fost un actor român. A absolvit Academia de Teatru și Film în anul 1949. În același an a debutat pe scena Teatrului Dramatic „G. A. Petculescu" din Reșița. Între anii 1950 - 1957 a fost actor la Teatrul „Sică Alexandrescu" din Brașov, iar în perioada 1958 - 1991 a jucat la Teatrul Bulandra din București.
Carisma și ambiția sa și-au pus amprenta pe valoarea artistică a generației sale. De asemenea, Marius Pepino a fost un actor dedicat publicului, ce a influențat pozitiv calitatea și valoarea pieselor jucate, cât și a realizărilor de grup, prin aportul la reușitele colegilor de scenă. A fost căsătorit cu actrița Vali Voiculescu Pepino. A decedat la vârsta de 84 de ani, pe 2 februarie 2009.

## Activitatea artistică
Consacratul actor Marius Pepino a jucat în filme ca: Politică cu... delicatese (1964), Ziariștii (1972), Partida de șah (1981), Șantaj (1981), precum și în serialul TV Toate pînzele sus (1977), dar și în Această lehamite (1994). Totodată, Marius Pepino a mai fost distribuit în numeroase alte producții de teatru și televiziune, alături de alți mari actori români precum Tamara Buciuceanu, Toma Caragiu, Ion Besoiu, Puiu Călinescu, Geoge Mihăiță, Virgil Ogășanu sau Horațiu Mălăele. De asemenea, a putut fi ascultat în numeroase piese de teatru radiofonic, precum și în cunoscutele emisiuni de radio Ora veselă.

## Teatru
| Premiera        | Titlu                        | Autor               | Rol      | Regizor                | Teatru                       |
| --------------- | ---------------------------- | ------------------- | -------- | ---------------------- | ---------------------------- |
| 1943, octombrie | Ginerele lui Hagi Petcu      | Vasile Alecsandri   |          |                        | Trupa de teatru George Vraca |
| 1944, iunie     | Nu mai mint                  | Maurice Hannquin    |          |                        | Teatrul Colorado             |
| 1945, noiembrie | Comedianta                   | Lică Grunberg       |          |                        | Teatrul Barașeum             |
| 1946, iulie     | Ștrengarul                   | George Manoil       |          |                        | Teatrul Izbânda              |
| 1950 - 1957     | Nevestele vesele din Windsor | William Shakespeare | Falstaff |                        | Teatrul Dramatic din Brașov  |
| 1955 - 1958     | Profesiunea doamnei Warren   | George Bernard Shaw |          | Lucia Sturdza Bulandra | [ 4 ]                        |
| 1968            | Comedie pe întuneric         | Peter Shaffer       |          | Valeriu Moisescu       |                              |
| 1970            | Gluga pe ochi                | Iosif Naghiu        |          |                        |                              |
| 1974            | Lozul cel mic                | Șalom Aleihem       |          |                        |                              |
| 1969            | Tandrețe și abjecție         | Teodor Mazilu       |          | Cornel Todea           |                              |
| 1991            | Arsenic și dantelă veche     | Joseph Kesselring   |          | Grigore Gonța          | ultimul rol de teatru        |

A mai jucat în Cum vă place de William Shakespeare, Sfânta Ioana de George Bernard Shaw, Opera de trei parale de Bertolt Brecht, Puterea și adevărul de Titus Popovici.

## Filmografie
| An   | Film                               | Rol                                                                                  | Regizor                            | Gen               | Note                                     |
| ---- | ---------------------------------- | ------------------------------------------------------------------------------------ | ---------------------------------- | ----------------- | ---------------------------------------- |
| 1963 | Vacanță la mare                    | bucătarul de la Hotelul Parc (ca M. Pepino)                                          | Andrei Călărașu                    | comedie           | [ 5 ]                                    |
| 1964 | Politică cu... delicatese          | conul Griguță Zamfir, șeful organizației locale a Partidului Liberal, soțul cucoanei | Haralambie Boroș                   | comedie           | Scurtmetraj. După Politică și delicatețe |
| 1965 | Doi băieți ca pîinea caldă         | profesorul de matematică de la cursurile serale                                      | Andrei Călărașu                    | comedie           |                                          |
| 1968 | K.O.                               | inspectorul pe probleme sportive Tonoiu                                              | Mircea Mureșan                     | comedie           |                                          |
| 1971 | Mirii anului II                    |                                                                                      | Jean-Paul Rappeneau, Petre Popescu | aventuri, comedie | nemenționat                              |
| 1977 | Toate pînzele sus                  | negustorul de la Marsilia                                                            | Mircea Mureșan                     | aventuri          | serial TV, ep. 5-6                       |
| 1981 | Șantaj                             |                                                                                      | Geo Saizescu                       | acțiune           |                                          |
| 1982 | Grăbește-te încet                  | primarul orașului                                                                    | Geo Saizescu                       | comedie           |                                          |
| 1983 | Pe malul stîng al Dunării albastre | plutonierul de jandarmi                                                              | Malvina Urșianu                    | dramă             |                                          |
| 1984 | O lumină la etajul zece            | ofițer de securitate                                                                 | Malvina Urșianu                    | dramă             |                                          |
| 1984 | Secretul lui Bachus                | Melcu de la IAS Todești                                                              | Geo Saizescu                       | comedie           |                                          |
| 1985 | Sosesc păsările călătoare          | profesorul de la Institutul de Medicină din București                                | Geo Saizescu                       | comedie           |                                          |
| 1994 | Această lehamite                   | dl Marcu, gazda bătrână a doctoriței Vali                                            | Mircea Daneliuc                    | comedie           |                                          |